# Trégua de Leulinghem
A Trégua de Leulinghem foi uma trégua acordada pelo Reino da Inglaterra de Ricardo II e o Reino da França de Carlos VI e seus respectivos aliados, em 18 de julho de 1389, terminando a segunda fase da Guerra dos Cem Anos. A Inglaterra estava à beira do colapso financeiro e sofrendo por divisões políticas internas. Por outro lado, Carlos VI estava sofrendo de uma doença mental que prejudicou o avanço da guerra pelo governo francês. Nenhum dos lados estava disposto a admitir a principal causa da guerra, o status legal do Ducado da Aquitânia e a homenagem do rei da Inglaterra ao rei da França por meio de sua posse do ducado. No entanto, ambos os lados enfrentaram grandes problemas internos que poderiam danificar gravemente seus reinos se a guerra continuasse. A trégua foi originalmente negociada por representantes dos reis para durar três anos, mas os dois reis se encontraram pessoalmente em Leulinghem, perto da fortaleza inglesa de Calais, e concordaram em estender a trégua a um período de vinte e sete anos. Outras disposições foram acordadas para, em tentativas de acabar com o cisma papal, lançar uma cruzada conjunta contra os turcos nos Bálcãs, para selar o casamento de Ricardo com a filha de Carlos, Isabel, juntamente com um dote de 800 000 francos, e garantir a continuidade das negociações de paz, a fim de estabelecer um tratado duradouro entre os reinos. O tratado trouxe paz à Península Ibérica, onde Portugal e Castela apoiavam o inglês e o francês, respectivamente. Os ingleses evacuaram todas as suas propriedades no norte da França, exceto Calais.
A trégua foi o resultado de uma década de fracas negociações e inaugurou treze anos de paz, o mais longo período que vigorou durante a Guerra dos Cem Anos. Durante os anos que se seguiram à trégua, Ricardo renegou sua concordância em ajudar a acabar com o cisma, levando os franceses a se retirarem unilateralmente da obediência de um dos papas e tomar Avinhão pela força militar. A política externa francesa também começou a se concentrar na Itália, e Gênova tornou-se um protetorado francês. Na Inglaterra, o rei usou o lapso na luta para atacar seus inimigos políticos e confiscar suas terras, que ele redistribuiu como recompensa para seus partidários. Então partiu para a Irlanda para derrubar uma revolta entre os chefes irlandeses, mas durante sua ausência os números de seus oponentes exilados retornaram, liderados por seu primo Henrique de Bolingbroke, Duque de Lancaster. Henrique começou uma insurreição e tomou a maior parte da Inglaterra antes que Ricardo pudesse retornar. Após seu retorno, Ricardo foi preso e, antes de morrer de fome, foi forçado a concordar em abdicar. Henrique foi coroado em seu lugar. Os franceses inicialmente interpretaram os acontecimentos na Inglaterra como um repúdio à trégua, criaram um exército e colocaram guarnições nas frentes. Henrique IV reafirmou a trégua que permaneceu por mais alguns anos.
Henrique fez uma série de medidas políticas agressivas contra a França nos anos seguintes, casando-se com Joana, viúva do duque da Bretanha em abril de 1402, e formando alianças com vários governantes alemães, incluindo uma aliança matrimonial com a Baviera. A Escócia foi a primeira nação a quebrar a trégua, invadindo a Inglaterra em agosto de 1402, em coordenação com uma revolta em Gales. Os franceses voltaram ao conflito em setembro de 1403, com um exército em Gales.

## Fundo histórico
Em 1369, o governo francês repudiou o Tratado de Brétigny (1360), retomando a Guerra dos Cem Anos entre o Reino da França e o Reino da Inglaterra e seus vários aliados. O conflito teve origem no status do rei da Inglaterra como um duque francês e também um rei inglês, criando interesses conflitantes em muitas de suas ações. Os franceses declararam a extinção do ducado inglês no sudoeste da França, começando a guerra. Os ingleses venceram a primeira fase, e o tratado concedeu a posse inglesa do ducado como um feudo independente da França. Durante a década de paz que se seguiu, o governo francês se fortaleceu e decidiu estabelecer o controle sobre o ducado. Por quase duas décadas, os franceses adotaram uma política militar de evitar a batalha direta com os exércitos ingleses e usá-las para atrito. Embora os ingleses tenham conquistado algumas vitórias, no final quase todos os seus ganhos nas fases iniciais da guerra foram perdidos, incluindo todo o Ducado da Aquitânia, exceto por uma estreita faixa costeira de Bordéus até a fronteira de Navarra.
Em 1389 a Inglaterra estava no meio de divisões políticas. O rei Ricardo II fora favorecido fazendo a paz porque o parlamento inglês se recusou a conceder fundos suficientes para prosseguir com a guerra, a população tinha erguido-se em revolta duas vezes devido a alta tributação, e a nobreza, liderada por seu tio, o Duque de Gloucester, tentava subverter seu controle sobre o reino. A França também sofria de crise interna. Carlos VI estava tendo recorrentes ataques de doença mental que paralisaram o governo. Durante a década de 1380, uma série de revoltas ocorreu no reino como resultado da alta tributação, começando com a Harelle em 1383. Como resultado dessas dificuldades, os dois reinos tentaram negociar a paz ao longo da década.

## Negociações

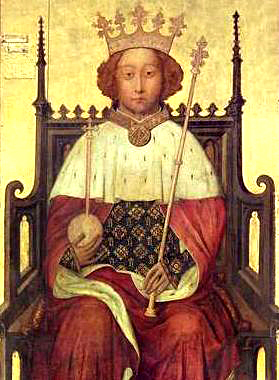
Ricardo II de Inglaterra, ca 1390

Em junho de 1389, diplomatas do alto escalão terminaram as negociações para um tratado de paz formal na cidade de Leulinghem, uma cidade nos arredores de Calais. A Inglaterra e seus aliados — Portugal, Gante e o Ducado de Guelders — haviam sido representados nas negociações por João de Gante, duque de Lancaster, e Tomás de Woodstock, duque de Gloucester, os tios de Ricado II. A França e seus aliados — o Reino de Castela e o Reino da Escócia — foram representados por Filipe, o Audaz, duque da Borgonha, e João de Valois, duque de Berry, os tios de Carlos VI. O Reino de Aragão, vários condados dos países baixos e o Ducado da Bretanha já haviam feito a paz e se tornaram neutros no conflito. O Sacro Império Romano apoiou nominalmente a posição inglesa, mas permaneceu neutro no conflito. Diplomatas de nível inferior estavam elaborando muitos dos detalhes do tratado nos anos anteriores. A França, superestimando a capacidade da Inglaterra de continuar a processar a guerra, fez grandes concessões, oferecendo-se a devolver todo o Ducado de Aquitânia aos ingleses, exceto o Condado de Poitou, permitindo que os ingleses mantivessem sua fortaleza em Calais, e oferecendo uma indenização de 1,5 milhão de francos para perdas inglesas. Em troca, o rei da Inglaterra teve que concordar em fazer uma homenagem ao rei da França em troca de seu ducado. O tratado seria essencialmente restaurar a Inglaterra tudo perdido no curso da guerra, exceto a plena soberania da Aquitânia. Ambas as delegações retornaram a seus respectivos governos para que o tratado fosse aprovado. Nesse ínterim, uma trégua de três anos foi acordada para entrar em vigor em 18 de julho.

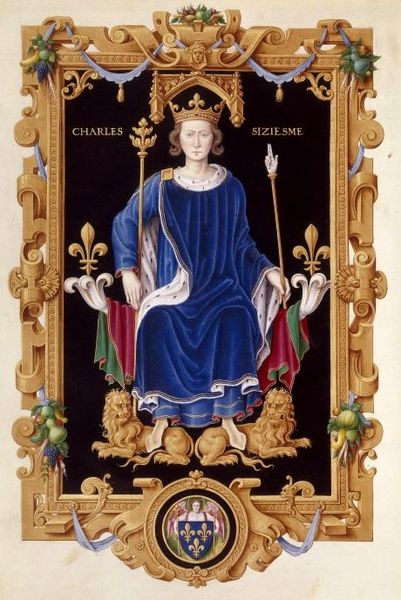
Carlos VI de França

O governo francês foi na verdade liderado pelo duque de Borgonha visto a incapacidade de Carlos VI, e a aprovação francesa foi rapidamente concedida. Na Inglaterra, a posição política de Ricardo era fraca e a Câmara dos Comuns da Inglaterra no Parlamento era controlada em grande parte pelos cavaleiros que lutavam na guerra. Ricardo temia uma rebelião aberta se concordasse com o tratado sem a aprovação do Parlamento e convocou uma sessão para considerar o tratado. O parlamento rejeitou o tratado, citando seu medo de colocar o rei como um vassalo do rei da França e sugerindo que efetivamente tornaria o país um reino cliente dos franceses. O Parlamento também se recusou a conceder um subsídio fiscal significativo para continuar financiando a guerra paralisada.
Ricardo decidiu promulgar uma paz de facto com os franceses e usar a interina para punir seus inimigos políticos. Em 15 de maio de 1395 recebeu uma embaixada francesa para negociar com ele pessoalmente. Foi acordado que ele se casaria com Isabel, a filha de seis anos de Carlos, e o francês forneceria um dote de 800 mil francos e prolongaria a trégua em cinco anos. Em troca, Ricardo começou a evacuar os portos que controlava no norte da França, entregando todos eles, exceto Calais. Brest e Cherbourg só foram evacuadas depois que pagamentos substanciais da nobreza local foram feitos em troca. Os dois reis concordaram em se reunir no futuro e finalizar as negociações. Carlos, no entanto, permaneceu num estado mental frágil e frequentemente desconhecia seu entorno. Ele fez uma recuperação temporária em 1396, e os dois reis se encontraram em Leulinghem ao longo de dois dias e assumiram vários compromissos. Eles concordaram com uma cruzada conjunta contra os turcos nos Bálcãs, Ricardo concordou em apoiar as tentativas francesas para acabar com o cisma papal e formalmente aceitou Isabel como sua esposa e recebeu seu dote. A trégua foi prorrogada por mais dezenove anos, e ambos concordaram em continuar as negociações para uma paz permanente. Com as negociações concluídas, os dois reis voltaram para suas respectivas capitais e a trégua permaneceu em vigor.

## Rescaldo
No rescaldo do tratado, Ricardo começou a executar vingança contra seus inimigos políticos. Vários homens com grandes propriedades foram desapropriados e executados ou exilados. Sua propriedade foi atribuída a aliados do rei, que estava tentando criar um bloco de aliados no centro da Inglaterra. Ricardo não conseguiu apoiar a cruzada contra os turcos; o contingente francês, que continha muitos dos proeminentes combatentes da França, foi aniquilado na Batalha de Nicópolis em setembro de 1396. Alguns dos conselheiros de Ricardo sugeriram reabrir a guerra, mas ele rejeitou a ideia. Richard também repudiou sua concordância em acabar com o cisma papal e continuou a apoiar o papa romano sobre o papa de Avinhão. Isso levou os franceses a retirar unilateralmente o apoio a qualquer dos papas e a tomar Avinhão à força. Os ataques de Ricardo contra a nobreza da terra foram recebidos com hostilidade que permaneceu suprimida por um tempo. Após a morte de João de Gante em 1399, o rei conquistou o ducado de seu filho exilado, Henrique de Bolingbroke. Bolingbroke havia estabelecido residência em Paris, onde muitos de seus companheiros exilados começaram a tramar um retorno à Inglaterra. Ricardo deixou a Inglaterra para reprimir uma revolta na Irlanda durante 1399 e enquanto estava fora, Henrique levou um pequeno exército de volta ao país e tomou seu antigo estado à força. Ele rapidamente levantou um exército entre o resto da nobreza descontente e assumiu o controle da maior parte da Inglaterra sem força antes que Ricardo pudesse retornar. Após seu retorno, foi forçado a abdicar e então morreu de fome. Henrique foi coroado rei.
A política externa francesa mudou nos anos que se seguiram à trégua, e o foco foi colocado na Itália, enquanto os franceses tentavam ganhar uma posição em que poderiam forçar o papa romano a abdicar. Gênova tornou-se um protetorado francês. O estado mental de Carlos continuou a deteriorar-se, levando a mais brigas na corte, com sua esposa se aliando a seus tios em oposição ao irmão do rei, Luís de Orleães, duque de Touraine. Quando Henrique assumiu o trono na Inglaterra, os franceses inicialmente interpretaram isso como um repúdio à trégua, levantaram um exército e fortaleceram as guarnições em suas fronteiras. Uma embaixada na Inglaterra reconfirmou a trégua com Henrique.

## Repúdio
Henrique fez uma série de movimentos políticos agressivos em direção à França nos anos seguintes, casando-se com a duquesa viúva da Bretanha, Joana de Navarra em abril de 1402, tornando-se duque dos dois maiores ducados ligados ao país adversário. Os franceses responderam fazendo de um dos filhos de Carlos Duque de Guyenne, uma parte do Ducado da Aquitânia, que os franceses alegaram ter perdido. Henrique formou alianças com vários estados alemães, incluindo uma aliança matrimonial com a Baviera. A Escócia foi a primeira nação a quebrar a trégua, invadindo a Inglaterra em agosto de 1402, em coordenação com uma revolta em Gales. A revolta galesa foi provavelmente influenciada pelos franceses. Os franceses voltaram ao conflito em setembro de 1403, com um exército em Gales. A trégua de treze anos foi o período mais longo de paz entre a Inglaterra e a França na Guerra dos Cem Anos. A guerra continuou intermitentemente por mais cinco décadas.